# Втора война на Папската държава с Кастро
Втората война на Папската държава с Кастро е последният военен конфликт на Папската държава и Херцогство Кастро, наложило се след като първата война с Кастро завършва със загуба на Папската държава и Ферарския мир.

## Войната
Втората война с Кастро започва през 1648 г., когато новия папа Инокентий X без предупреждение издига в Кастро епископ, а по-късно забранява на членове на рода Фарнезе да влизат в границите на херцогството си без разрешение от Ватикана. Епископът се опитва да вземе управлението на херцогството в свои ръце, но по-късно попада в засада и е убит. Папата обвинява за убийството Фарнезе и събира войски с цел да нападне Кастро. Ранучо II (новият херцог на Кастро) се опитва да спре папското настъпление, но опитът му да се противопостави е провален. Към града се насочва ген.  Луиджи Матеи. На 2 септември 1649 г. по заповед на папа Инокентий X той превзема крепостта, опожарява и разрушава целия град (не е пощадена и католическата катедрала). Накрая, за да се подиграят, войниците поставят колона с надпис "Quì fu Castro" (Тук се издигаше Кастро). Художествените ценности са откарани във Ватикана.
Столицата е пренесена в Акуапенденте. Под натиска на френската корона Ватикан дава на херцог Ранучо II отсрочка да изплати дълговете си и да си върне Кастро отначало до 1660 г., а по-късно и до 1664 г. Невъзможността му да погасят задълженията си позволила на папата да заграби Кастро и официално да го направи част от Папската държава.